# Roques Peronyes
Les Roques Peronyes és una formació rocosa en forma de serra que forma una cinglera (Cingle de les Peronyes) del mateix nom del terme municipal de Sant Esteve de la Sarga, al Pallars Jussà. Aquesta cinglera és la continuïtat natural cap al nord-oest de la Serra d'Alsamora. Pels seus peus discorre la carretera local que des dels pobles de la Feixa baixa cap a Mont-rebei.
Queda just al nord-oest del poble d'Alsamora.